# جمیانه
جمیانه (به لهستانی:  Dziemiany) یک روستا در لهستان است که در گمینا جمیانه واقع شده‌است. جمیانه ۱٬۷۶۲ نفر جمعیت دارد.

## خواهرخوانده
شهر Káloz خواهرخواندهٔ جمیانه هست.